# أوتو فون كوتزيبو
أوتو فون كوتنزيبو (بالألمانية: Otto Von Kotzibue)، (بالروسية: О́тто Евста́фьевич Коцебу́ أوتو إستفافيتش كوتسيبو) (1787 – 1846) هو ضابط وملاح روسي من أصل ألماني قام بعدّة رحلات لاستكشاف المحيط الهادي في بحثه عن ممر في البحار القطبية.

## بدايات حياته
أوتو هو ابن المسرحي الألماني الشهير أوغوست فون كوتزيبو، وولد في ريفال (وهي الآن تالين) في 30 ديسمبر 1787 وتعلم في مدرسة سان بطرسبرغ للمجندين ورافق كروزنسترن في رحلته بين عامي 1803 – 06.

## رحلته الأولى
تمت ترقيته إلى رتبة ملازم ووضع في قيادة حملة موّلها المستشار الإمبراطوري الكونت رومانتسوف وجهز سفينة روريك حيث أخذ معه 27 رجلا وانطلق في 30 يوليو 1815 ليبحثوا عن ممر في المحيط المتجمد الشمالي ويستكشف المناطق المجهولة من أوقيانوسيا، حيث بدأ رحلته من كاب هورن حيث اكتشف جزر رومانزوف وروريك وكروزنسترن واتجه إلى كامشاتكا وفي منتصف يوليو اتجه شمالا عبر ساحل أمريكا الشمالي الغربي واكتشف خليج ومضيق كوتزيبو الذي سمى عليه وكذلك رأس كروزنسترن.
عاد عبر ساحل آسيا وأبحر جنوبا وأقام مؤقتا لثلاثة أسابيع في جزر سانندويتش (هاواي) وفي 1 يناير 1817 اكتشف جزيرة رأس السنة (ميجيت). وبعد توغله أكثر في المحيط الهادي توجه مجددا نحو الشمال ولكن المرض الشديد أجبره على العودة نحو أوروبا، ووصل إلى نهر نيفا في 3 أغسطس 1818 وأحضر معه كمية كبيرة من النباتات غير المعروفة والعديد من المعلومات حول تاريخ الأعراق والطبيعة.

## رحلته الثانية

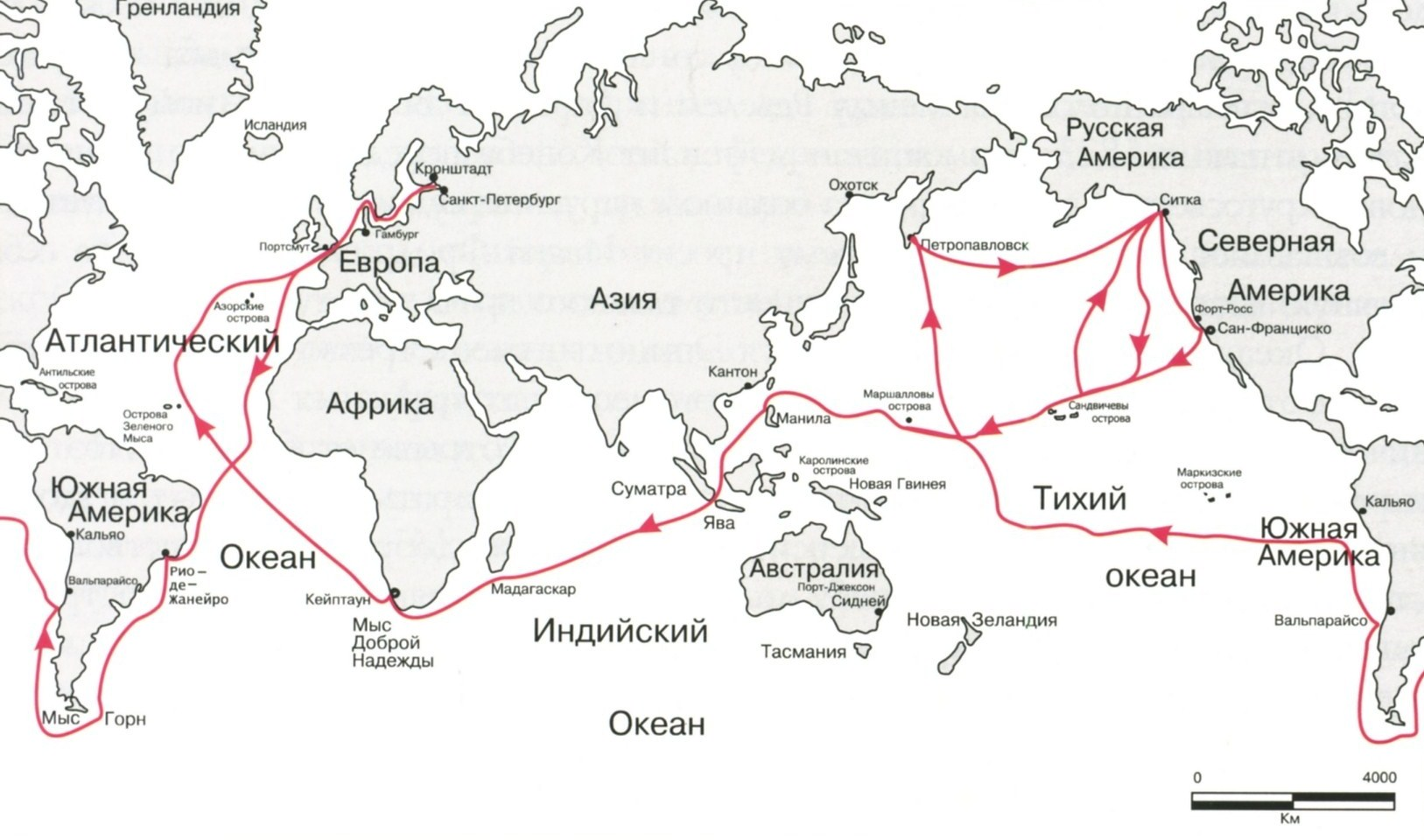
رحلة كوتنزيبو حول العالم في السنوات 1823-1826

في عام 1823 أصبح نقيبا ووضع في قيادة سفينتين حربيتين في حملة كانت الغاية منها إرسال تعزيزات إلى كامتشاتكا، وجلب معه علماء على متن السفينتين ووثقوا معلومات ومواد مهمة عن الجغرافيا والإثنوغرافيا والتاريخ الطبيعي وانطلقت الحملة من كاب هورن وزارت جزر راداك وسوسايتي ووصل بيتروبافلوفسك في يوليو 1824 وتم تعديل خرائط العديد من المواقع على الساحل، وزار واكتشف العديد من الأماكن، ومن بين الأماكن التي زارها كانت جزر نافيغاتور (ساموا) وعادوا عبر جزر ماريانا والفلبين وكاليدونيا الجديدة وهاواي ووصلوا إلى كرنشتات في 10 يوليو 1826.

## رحلته الثالثة وموته
قام برحلة ثالثة وأخيرة عام 1843 ومات بعدها بثلاث سنوات في ريفال يوم 5 فبراير 1846. ومدينة كوتزبيو في ألاسكا مسماة عليه.

## كتابات كوتزيبو
كتب كوتزيبو عدة سجلات عن رحلاته، ومنها الغرض من استكشاف الممر الشمالي الشرقي بين أعوام 1815 – 1818 وأصدره في عام 1821، وكتاب رحلة جديدة حول العالم في السنوات 1823 – 1826 وصدر عام 1830، وتكلم فيها عن رحلاته.

## روابط خارجية
- أوتو فون كوتزيبو على موقع الموسوعة البريطانية (الإنجليزية)